# Bamenda
Bamenda també coneguda com a Abakwa i Poble Mankon és una ciutat al nord-oest de Camerun i capital de la Regió del Nord-oest. La ciutat tenia el 2005 una població de 269.530 habitants, i està a 366 quilòmetres al nord-oest de Yaoundé la capital del Camerun. Bamenda és coneguda pel seu clima fresc i la seva ubicació entre pujols.

## Història
L'origen de la ciutat és la fusió de tres viles "Mankon, Mendakwe i Nkwen". La primera va ser anomenada pel poble mankon; una aliança de cinc grups ètnics que van fundar un cacicat (fon) conegut com el Mankon Fon.
El principal grup ètnic de Bamenda és el Tikar. En el passat, els tikars van patir invasions des dels turons propers, i entre 1700 i 1800 es van unir a una confederació establerta pels mbum per defensar-se.
Bamenda va estar subjecta al colonialisme alemany a la fi del segle xix, una evidència de l'ocupació alemanya a Bamenda pot veure's encara en edificis com el Fort a l'estació de Bamenda. Després de la derrota dels alemanys a la Primera Guerra Mundial la Societat de Nacions va repartir els territoris colonials d'Alemanya entre els països victoriosos. El Camerun Occidental va ser administrat pels britànics conjuntament amb Nigèria fins a 1961 quan per un referèndum va optar per unir-se a la ja independent République du Cameroun.
Avui, molts dels habitant de la ciutat són angloparlants, el pidgin camerunès anglès és el principal idioma parlat en les tendes i carrers de Bamenda. Alguns grups polítics angloparlants reclamen la secessió de la resta de Camerun, que és francòfona.

## Economia
Com a centre provincial, la ciutat té nombrosos mercats, bancs i oficines. Les principals indústries són les que processen els productes agrícoles, com el cafè. El museu local i les tendes tenen varietat de canastres, collarets i estàtues de bronze i fusta.
A Bamenda hi ha llocs culturals com el palau de Mankon Fon, amb el seu nou museu, i el palau de Bali Fon, amb les seves antigues estructures. El terreny muntanyós al voltant de la ciutat permet veure vistes escèniques.
La ciutat de Bamenda té carreteres a Yaoundé i Douala. El nord de la ciutat té la carretera de circumval·lació de Bamenda, una ruta circular de 367 quilòmetres de llarg a través de diverses muntanyes de Camerun i diverses reserves de vida salvatge.

## Política
Bamenda està sota la supervisió d'un delegat del govern davant el consell que és nomenat pel cap d'estat a través d'un decret presidencial.